# Indiens flygvapen

Det Indiska flygvapnets nationalitetsmärke.

Det Indiska flygvapnets flagga med tiranga i det vänstra hörnet och flygvapnets rundel till höger.

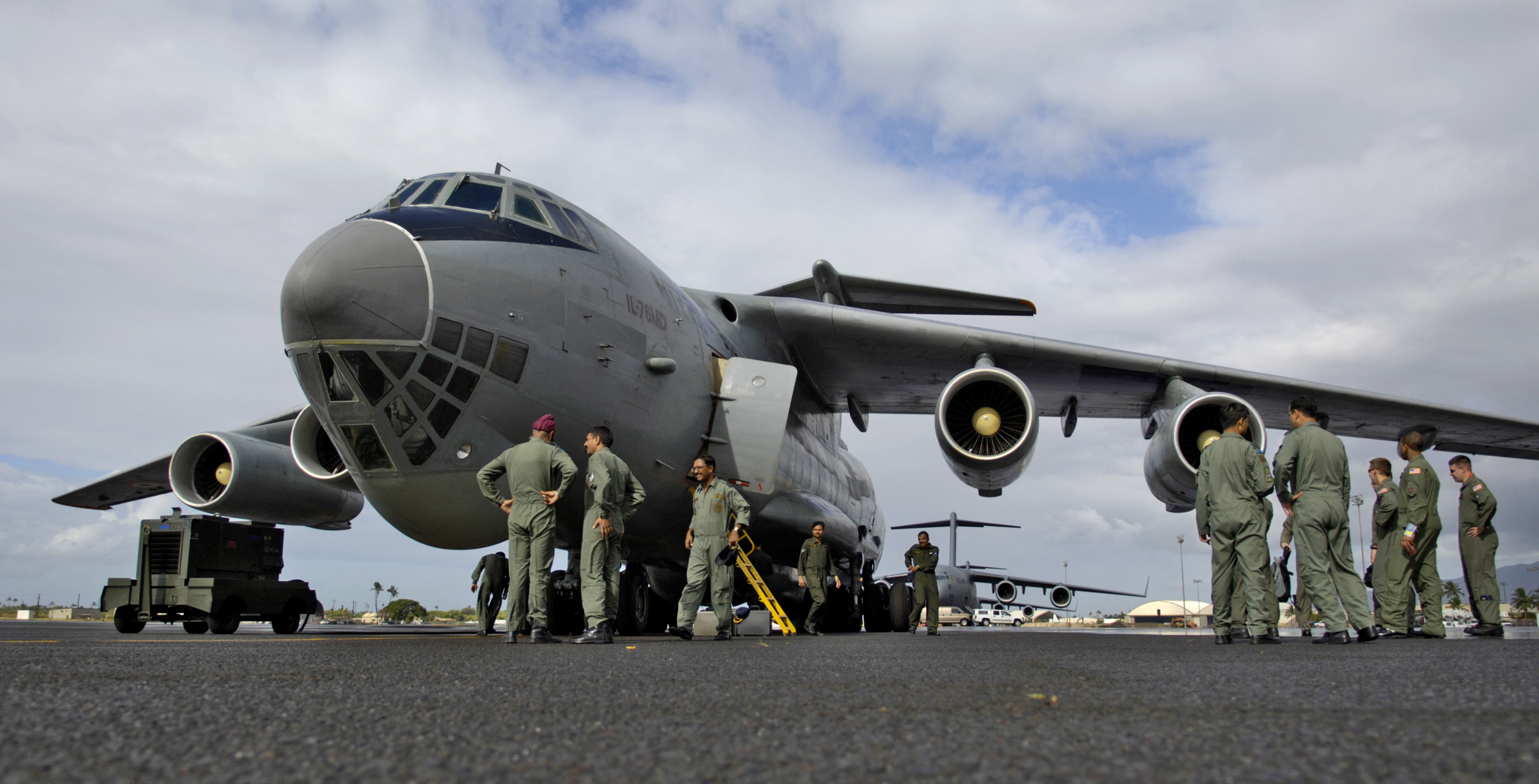
en IL-76 tillhörande IAF.

Indiens flygvapen (भारतीय वायु सेना : Bharatiya Vayu Sena : Indian Air Force (IAF) : Indiska flygvapnet) är den del av Indiens försvarsmakt som främst är inriktad på luftstrid samt på att säkra det indiska luftrummet. Indiens flygvapen skapades den 8 oktober 1932 under namnet Indian Air Force (Indiska flygvapnet) men 1945 ändrades namnet till Royal Indian Air Force (Kungliga Indiska Flygvapnet) som en gest av uppskattning för IAF:s insatser under andra världskriget. 1950 togs ordet Royal bort sedan Indien blivit en självständig republik. Indiens flygvapen är till storleken världens fjärde största.

## Historia

### Grundande och första piloter
Indiens flygvapen etablerades den 8 oktober 1932 och den första skvadronen (No.1 squadron) såg dagens ljus den 1 april 1933. Indiens flygvapen bestod till början av fem indiska piloter, en officer från det kungliga flygvapnet och fyra dubbelvingade flygplan av typen Westland Wapiti.
De fem första officerarna som ingick i Indiens flygvapen var Harish Chandra Sircar, Subroto Mukerjee, Bhupendra Singh, Aizad Baksh Awan and Amarjeet Singh. En sjätte officer, S N Tandon fick inte anställning eftersom han var för kort. Alla fem blev piloter och officerare 1932 på RAF Cranwell. Subroto Mukerjee blev senare det Indiska flygvapnets första Chief of the Air Staff. Andra kända officerare som fick sin träning innan andra världskrigets utbrott inkluderar Aspy Engineer, K K Majumdar, Narendra, Daljit Singh, Henry Runganadhan, R H D Singh, Baba Mehar Singh, S N Goyal, Prithpal Singh och Arjan Singh.

### Andra världskriget (1939–1945)
Indiens flygvapen spelade en avgörande roll i att blockera den japanska arméns frammarsch genom Burma under andra världskriget, där det Indiska flygvapnets första anfall var mot den japanska militärbasen i Arakan. Indiens flygvapen genomförde även anfall mot Mae Hong Son, Chiang Mai och Chiang Rai i norra Thailand. Under kriget genomgick det Indiska flygvapnet en stor expansion, och nya flygplan som Vultee Vengeance, Hawker Hurricane och Westland Lysander tillkom.
Kung Georg VI av Storbritannien ändrade namnet till det Kungliga Indiska flygvapnet 1945 för att visa uppskattning för det Indiska flygvapnets insatser under kriget. 1950 ändrades namnet tillbaka till det Indiska flygvapnet sedan Indien utropat sig som en självständig republik.

## Militära grader i Indiens flygvapen

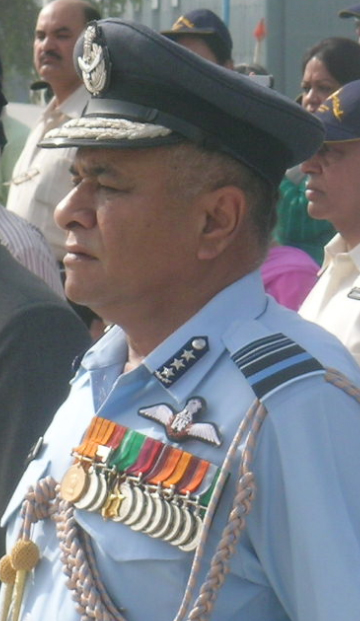
Air Chief Marshal Pradeep Vasant Naik är sedan 2009 chef för Indiens flygvapen. (Här med Air Marshals gradbeteckning)

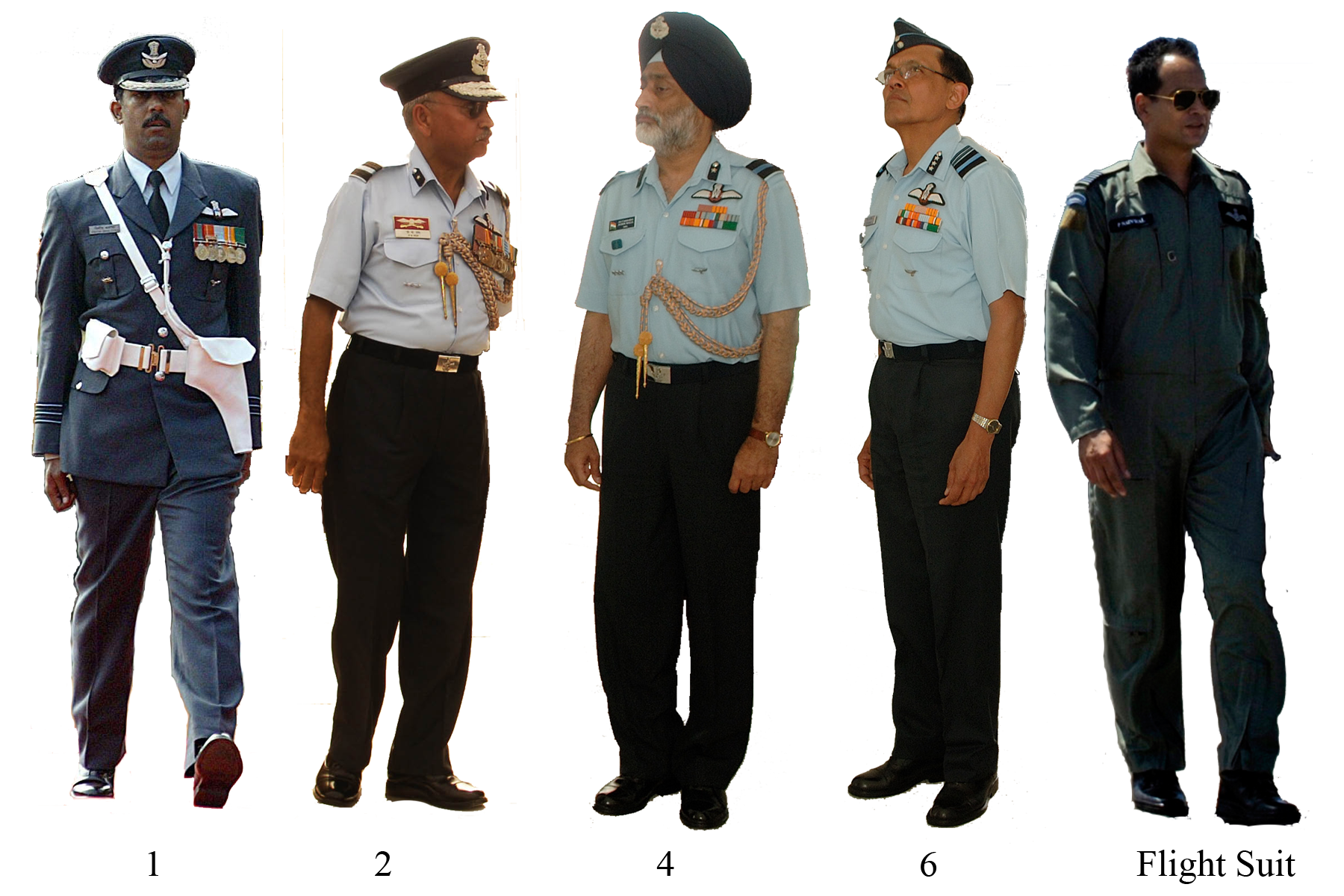
Olika typer av officersuniformer som används av Indiens flygvapen.

Den högsta graden i det indiska flygvapnet är Marshal of the Indian Air Force vilket endast efter exceptionell tjänstgöring tilldelas av Indiens president. (Motsvarande Field Marshall i den Indiska armén). MIAF Arjan Singh är den enda officer som har uppnått denna grad. Högste chefen för Indiens flygvapen är Chief of the Air Staff. Under dess bildande har gradstrukturen bland medlemmarna i flygvapnet varit baserat på brittisk modell. Under åren har gradstrukturen fått signifikanta förändringar.

### Officerare
De olika graderna inom det Indiska flygvapnet är listade nedan i fallande ordning:
| Grad                     | Gradbeteckning |
| ------------------------ | -------------- |
| Marshal of the Air Force |                |
| Air Chief Marshal        |                |
| Air Marshal              |                |
| Air Vice Marshal         |                |
| Air Commodore            |                |
| Group Captain            |                |
| Wing Commander           |                |
| Squadron Leader          |                |
| Flight Lieutenant        |                |
| Flying Officer           |                |

### Specialistofficerare
| Grad                                              | Gradbeteckning |
| ------------------------------------------------- | -------------- |
| Master Warrant Officer Honorary Flight Lieutenant |                |
| Warrant Officer Honorary Flying Officer           |                |
| Master Warrant Officer                            |                |
| Warrant Officer                                   |                |
| Junior Warrant Officer                            |                |

### Flygsoldater och gruppbefäl/plutonsbefäl

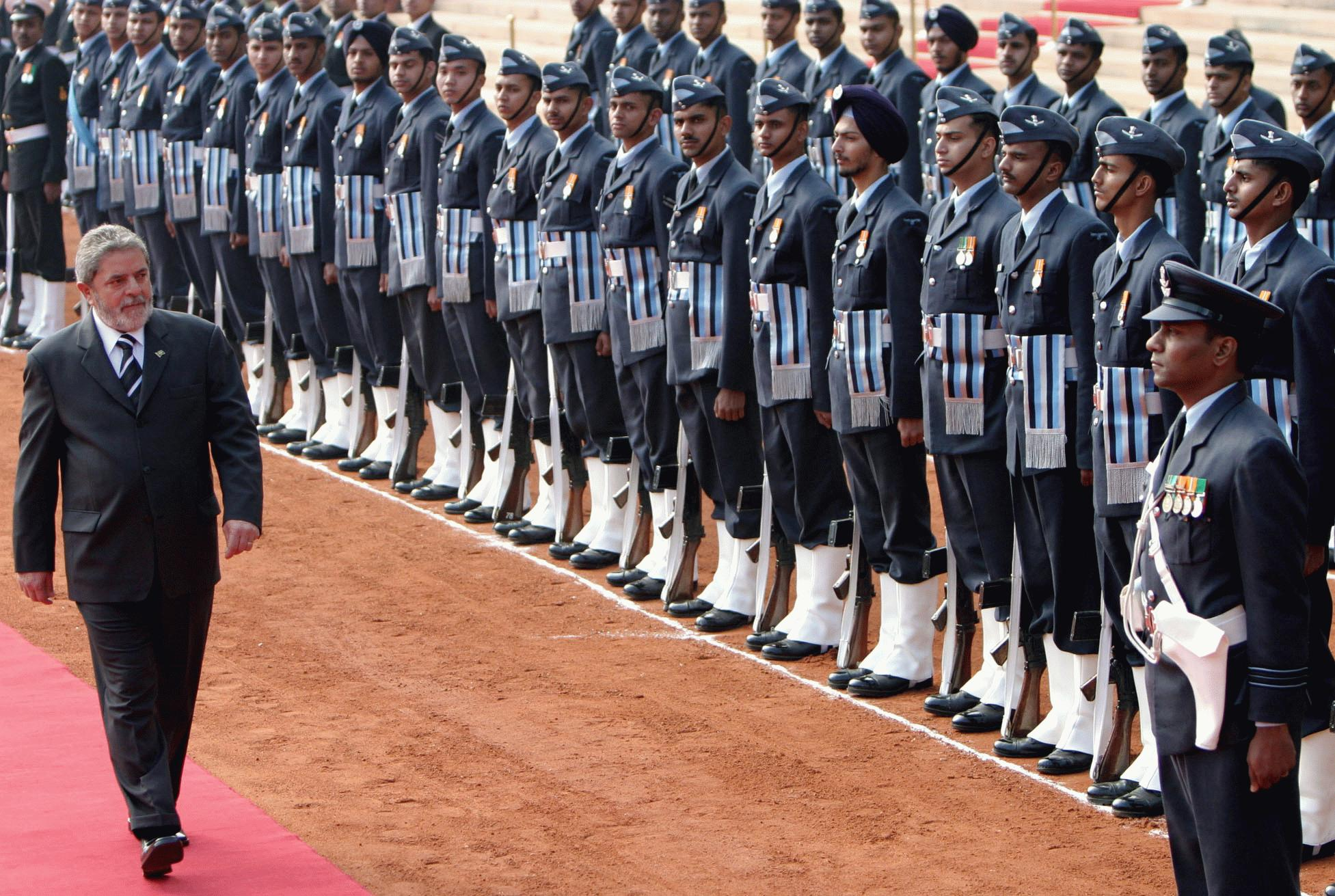
Indiska flygsoldater i trupparaddräkt 2004

| Grad                | Gradbeteckning |
| ------------------- | -------------- |
| Sergeant            |                |
| Corporal            |                |
| Leading Aircraftman |                |
| Aircraftman         |                |

## Flotta

### Jakt/attackflyg
- Suchoj Su-30, (omkring 250 år 2023, samt beställda 2023 från Ryssland)
- Dassault Mirage 2000, 41st
- Mikojan-Gurevitj MiG-29, 56st
- SEPECAT Jaguar, 87st
- Mikojan-Gurevitj MiG-27, 120st [ifrågasatt uppgift]
- Mikojan-Gurevitj MiG-23, 16st [ifrågasatt uppgift]
- Mikojan-Gurevitj MiG-21, 224st [ifrågasatt uppgift]

### Transportflyg
- Antonov An-32, 94st
- Avro 748, 64st
- Boeing 737, 3
- Dornier 228, 28st
- Iliushin Il-76, 31st
- Embraer EMB 135, 5st
- Gulfstream III, 3st

### Helikoptrar
- HAL Dhruv, 30st
- Aérospatiale Alouette III, 92st
- Aérospatiale Lama, 24st
- Eurocopter Dauphin, 6st
- Mil Mi-17, 0st (80st beställda från Ryssland)
- Mil Mi-8, 134st
- Mil Mi-24, 32st
- Mil Mi-26, 8st